# Râul Criva, Bahluieț
Râul Criva este un curs de apă, afluent al râului Bahluieț. 